# ثوم صيني
الثوم الصيني أو البصل الصيني أو الكراث الصيني أو الكراث الياباني أو الكراث الجيانغشي أو البصل الشرقي (الاسم العلمي: Allium chinense) هو نوع من النباتات يتبع جنس الثوم من فصيلة النرجسية. سمي هذا النوع نسبةً إلى الصين.